# Isopterygium minutum
Isopterygium minutum är en bladmossart som beskrevs av Ferdinand François Gabriel Renauld och Jules Cardot 1905. Isopterygium minutum ingår i släktet Isopterygium och familjen Hypnaceae. Inga underarter finns listade i Catalogue of Life.